# 사쿠라 퀘스트
사쿠라 퀘스트(Sakura Quest, サクラクエスト)는 P.A.가 제작한 25부작 일본 애니메이션 TV 시리즈이다. 마스이 소이치 감독의 작품이다. 2017년 4월 5일부터 9월 20일까지 방영되었다.

## 줄거리
요시노 코하루는 도쿄에서 일자리를 찾고 있는 젊은 여성이지만 계속해서 거절을 당한다. 그러나 그녀는 경제적으로 어려움을 겪고 있는 마노야마 마을 관광청의 "여왕"으로 일하겠다는 일자리 제안을 받았을 때 겉보기에 운이 좋은 휴식을 취했다. 다른 선택의 여지 없이 요시노는 그 제안을 받아들이고 마노야마로 여행을 떠났지만, 자신이 신분 착오로 채용되었다는 사실과 계약 기간이 처음 생각했던 하루가 아닌 1년이라는 사실을 알게 된다. 더 이상 갈 곳이 없는 요시노는 마지못해 마노야마의 여왕이 된다.